# بلغرينو بارمينزي
بلغرينو بارمينزي (بالإيطالية: Pellegrino Parmense)‏ هي بلدية في مقاطعة بارما في إقليم إميليا رومانيا الإيطالي.

## السكان
في سنة 1861 بلغ عدد السكان 3٬294 نسمة، وتطور العدد ليصل في سنة 2011 لـ 1٬066 نسمة.
يظهر هذا المخطط البياني تطور النمو السكاني لـ بلغرينو بارمينزي

## أعلام
- فيرجينيو فيراري